# Stenia laportei
Stenia laportei là một loài bướm đêm trong họ Crambidae.